# 팬티
팬티는 남성과 여성의 생식기를 보호하기 위해 만든 일종의 옷이다.

## 종류

### 남성

#### 복서 쇼츠
복서 쇼츠(영어: Boxer shorts)는 사각형 모양으로 된 팬티이다. 트렁크라고도 부른다.

#### 복서 브리프
복서 브리프(Boxer brief)는 남성 속옷의 한 종류로, 복서 쇼츠의 사각 디자인과 브리프의 몸에 딱 맞는 착용감을 결합한 것이 특징이다. 대한민국에서는 드로즈(drawers)라고도 한다.

### 여성
여성용 팬티는 여성용으로 만들어진 짧은 길이의 하반신용 속옷을 말한다.

### 공용

#### 브리프
브리프(briefs, 남성용 또는 여성용 언더팬츠)는 짧은 길이의 하반신 속바지를 가리킨다. 허리, 허벅지, 가리개 부분이 탄력 있는 옷감으로 되어 있으며 다리 부분이 없는 짧은 속옷이다. 중국, 대한민국, 독일에서는 남성용, 여성용 할 것 없이 그냥 '팬티'로 불리지만 일부 영어권에서는 남성용은 briefs, 여성용은 panties 또는 knickers로 구분한다. 여기에서는 영어로 '브리프'라고 하는 언더팬츠에 관해 서술하고자 한다. 수영용 브리프는 수영 브리프를 참고.

## 같이 보기
- 레깅스